# بنفشه هلنا
بنفشه هلنا (نام علمی: Viola helenae) نام یک گونه از سرده بنفشه است.